# Besides
Besides es el último álbum lanzado de la banda estadounidense de rock alternativo Sugar. Como sugiere el título del mismo, el álbum es una recopilación de caras B de anteriores sencillos. Además, contiene remezclas y versiones en directo de varias de las canciones de los álbumes anteriores de la banda y varias pistas inéditas.
El CD contiene también un archivo Quicktime del sencillo "Gee Angel".

## Lista de canciones
- Todas las canciones compuestas por Bob Mould, excepto donde se indique lo contrario.

1. "Needle Hits E" – 3:21
2. "If I Can't Change Your Mind" (Solo Mix) – 3:20
3. "Try Again" – 4:42
4. "Where Diamonds Are Halos" (Barbe) – 4:17
5. "Armenia City in the Sky" (Keene) – 3:26
6. "Clownmaster" – 3:20
7. "Anyone" (Barbe) – 2:43
8. "JC Auto" (live) – 6:02
9. "Believe What You're Saying" (Campfire Mix) – 3:52
10. "Mind Is an Island" – 3:39
11. "Frustration" (Barbe) – 5:20
12. "Going Home" – 2:41
13. "In the Eyes of My Friends" (Barbe) – 3:35
14. "And You Tell Me" – 5:03
15. "After All the Roads Have Led to Nowhere" – 3:21
16. "Explode and Make Up" – 4:41
17. "The Slim" – 6:26

## The Joke Is Always on Us, Sometimes.
Las primeras 25.000 copias de Besides incluían un disco extra titulado The Joke Is Always on Us, Sometimes. Contiene una grabación en directo de Sugar grabado el 2 de noviembre de 1994 en el Club First Avenue de Minneapolis, Minnesota.

## Lista de canciones
1. "Gift"
2. "Company Book"
3. "Hoover Dam"
4. "After All The Roads Have Led To Nowhere"
5. "Where Diamonds Are Halos"
6. "Slick"
7. "Going Home"
8. "Running Out Of Time"
9. "Frustration"
10. "Changes"
11. "Can't Help You Anymore"
12. "Helpless"
13. "If I Can't Change Your Mind"
14. "In The Eyes Of My Friends"
15. "Clownmaster"
16. "Gee Angel"
17. "Explode And Make Up"
18. "The Slim"

- Datos: Q4896283